# Luca Turco
Luca Turco (Torre del Greco, 17 giugno 1990) è un attore italiano.

## Biografia
Raggiunge la notorietà giovanissimo, a soli 9 anni, quando dal 24 dicembre 1999, nella puntata 720 entra nel cast della soap opera di Rai 3, Un posto al sole, dove interpreta il ruolo di Nikolin Reka Poggi, detto "Niko".
Dovendo conciliare l’impegno lavorativo con lo studio, Luca nei primi anni ha potuto registrare le puntate unicamente due volte alla settimana, riuscendo tuttavia a garantire una grande presenza nella soap di Rai 3.
Terminati gli studi, dal 2007, la partecipazione di Luca Turco si intensifica e riesce a prendere parte anche alla seconda stagione di Un posto al sole d'estate.
Nel 2013, infine, ha recitato nel film TV della soap opera, Un posto al sole coi fiocchi, andato in onda il 22 dicembre dello stesso anno.

## Vita privata
Dal 2017 ha una relazione sentimentale con l'attrice Giorgia Gianetiempo, conosciuta sul set di Un posto al sole, con cui è andato a convivere nel 2023.

## Filmografia
- Un posto al sole – soap opera (1999-in corso)
- Un posto al sole d'estate – soap opera (2007)
- Un posto al sole coi fiocchi, regia di Fabio Sabbioni – film TV (2013)
- Una vita in bianco – web serie (2019)